# 何大欣
何大欣（1953年—），台湾台中人，汉族，中华人民共和国政治人物，江西省台联会长，全国台联副会长，中国共产党党员，第十、十一届全国人民代表大会台湾地区代表。
毕业于中央党校函授学院法律专业。2003年起担任全国人大代表。